# 稻城站
稻城站（日语：／ Inagi eki */?）是一個位於東京都稻城市東長沼，屬於京王電鐵相模原線的鐵路車站。車站編號是KO38。

## 歷史
當初京王相模原線建設時，本站是作為多摩新市鎮東側往都心方向的玄關口。由於該線受到地形關係，是沿著鶴川街道通過稻城市域，不在多摩新市鎮開發區域內，因此本站不屬於新市鎮指定區域。該線建設時，由於稻城市在這一帶建設新廳舍，站名為與南武線「稻城長沼」對比而提出「稻城中央」等名稱，最後選定「稻城」作為本站站名。
車站開設時，稻城市域的新市鎮開發正在進行，使用者以現有居民為主。1988年（昭和63年），向陽台的新市鎮社區「Fine Hill稻城」（ファインヒルいなぎ）落成，人口急速增加。

### 年表
- 1974年10月18日，作為京王帝都電鐵的車站啟用。
- 2006年7月7日，車站設備無障礙化，以便傷殘人士使用，同時車站的商業設施「京王Retnade稻城」啟用。
- 2013年2月22日，以KO38作為車站編號。

## 車站構造
本站是擁有跨站式站房的地面車站，位於丘陵地線路半徑600公尺的曲線處，月台為相對式月台2面2線。由於位於丘陵地，南北地面高度差異很大。南口與跨站式站房同層，與站前廣場、圓環同高，相反地北口在下層的地面層。
2006年（平成18年）7月7日，與北口同高的車站大樓（京王Retnade稻城）出入口完工，站房與月台設置電梯與電扶梯等無障礙設施。

### 月台配置
| 月台 | 路線     | 方向 | 目的地                               |
| ---- | -------- | ---- | ------------------------------------ |
| 1    | 相模原線 | 下行 | 京王多摩中心、橋本方向               |
| 2    | 相模原線 | 上行 | 調布、明大前、笹塚、新宿、新宿線方向 |

## 利用狀況
2016年度1日平均上下車人次為20,956人。上下車人次與上車人次變化如下。
| 年度               | 1日平均 上下車人次 | 1日平均 上車人次 | 來源     |
| ------------------ | ------------------ | ---------------- | -------- |
| 1974年（昭和49年） | 570                |                  |          |
| 1975年（昭和50年） | 1,572              |                  |          |
| 1980年（昭和55年） | 2,415              |                  |          |
| 1985年（昭和60年） | 3,534              |                  |          |
| 1990年（平成02年） | 10,711             | 5,288            | [ * 1 ]  |
| 1991年（平成03年） |                    | 5,760            | [ * 2 ]  |
| 1992年（平成04年） |                    | 5,575            | [ * 3 ]  |
| 1993年（平成05年） |                    | 7,241            | [ * 4 ]  |
| 1994年（平成06年） |                    | 7,742            | [ * 5 ]  |
| 1995年（平成07年） | 16,593             | 8,268            | [ * 6 ]  |
| 1996年（平成08年） |                    | 8,882            | [ * 7 ]  |
| 1997年（平成09年） |                    | 9,173            | [ * 8 ]  |
| 1998年（平成10年） |                    | 9,474            | [ * 9 ]  |
| 1999年（平成11年） |                    | 8,995            | [ * 10 ] |
| 2000年（平成12年） | 17,754             | 9,022            | [ * 11 ] |
| 2001年（平成13年） |                    | 9,030            | [ * 12 ] |
| 2002年（平成14年） |                    | 9,041            | [ * 13 ] |
| 2003年（平成15年） | 18,187             | 9,128            | [ * 14 ] |
| 2004年（平成16年） | 18,232             | 9,151            | [ * 15 ] |
| 2005年（平成17年） | 18,679             | 9,301            | [ * 16 ] |
| 2006年（平成18年） | 19,642             | 9,715            | [ * 17 ] |
| 2007年（平成19年） | 20,585             | 10,169           | [ * 18 ] |
| 2008年（平成20年） | 20,380             | 10,066           | [ * 19 ] |
| 2009年（平成21年） | 20,218             | 9,989            | [ * 20 ] |
| 2010年（平成22年） | 19,705             | 9,739            | [ * 21 ] |
| 2011年（平成23年） | 19,443             | 9,621            | [ * 22 ] |
| 2012年（平成24年） | 19,758             | 9,732            | [ * 23 ] |
| 2013年（平成25年） | 20,127             |                  |          |
| 2014年（平成26年） | 20,071             |                  |          |
| 2015年（平成27年） | 20,333             |                  |          |
| 2016年（平成28年） | 20,956             |                  |          |

## 車站周邊
本站是多摩新市鎮「Fine Hill稻城」向陽台地區的最近站，但車站不屬於新市鎮區域內。開業當初由於稻城市域的新市鎮居住區尚未開放，使用者多為當地居民，因此站前尚未開發。1989年（平成元年）駒澤學園移入後開始帶動發展，現在是往「Fine Hill稻城」與稻城市役所廳舍等的最近車站。
本站周邊的多摩新市鎮區域大部分已完成開發，現在京王讀賣樂園站側的丘陵地一帶正進行大型開發案「南山東部土地區劃整理事業」。
- 京王Retnade稻城（超市、藥局、餐飲店等）
- 車站南側的站前廣場是路線巴士總站、計程車乘車處。
- 稻城站前郵便局
- 稻城市役所（步行約10分）
- 稻城市中央文化中心
- 稻城市福祉中心
- 稻城市保健中心
- 東日本旅客鐵道（JR東日本）南武線稻城長沼站在北方約1公里處。
- JR武藏野線（貨物線）通過車站西側。

### 巴士路線
南口圓環有京王電鐵巴士與小田急巴士、稻城市社區巴士「i巴士」。
- 1號乘車處
  - 稻12 經向陽台、長峰往若葉台站（京王、小田急）
  - 稻11 經向陽台往長峰（小田急）
  - 稻13 堂谷戶橋迴轉長峰循環（京王）
  - 稻13 長峰小學校迴轉長峰循環（京王）
  - 稻22 經稻城市立醫院往聖蹟櫻丘站（京王）
  - 新05 往稻城市立醫院（小田急）
  - i巴士 A路線、B路線、D路線、E路線
- 2號乘車處（全路線小田急）
  - 稻02、新05 經駒澤學園（日语：駒沢女子大学）往新百合丘站
  - 稻02 往新百合丘站
  - 稻03 往駒澤學園
  - 柿24 經駒澤學園往柿生站北口、往下黑川

## 相鄰車站
京王電鐵
 相模原線
■特急、■準特急、■急行
通過
■區間急行、■快速、■各站停車
京王讀賣樂園（KO37）－稻城（KO38）－若葉台（KO39）

## 外部連結
- 稻城 - 京王電鐵

35°38′10″N 139°30′1″E / 35.63611°N 139.50028°E